# Line of Fire (videogioco)
Line of Fire (giapponese Bakudan Yarou) è un videogioco arcade di genere sparatutto su rotaia, con ambientazione di guerra moderna, pubblicato nel 1989 dalla SEGA. La periferica di controllo per ciascun giocatore è una pistola posizionale analogica, fissata su perno. La U.S. Gold pubblicò nel 1990 le conversioni per gli home computer Amiga, Amstrad CPC, Atari ST, Commodore 64 e ZX Spectrum, basate su controlli ordinari con mirino a video.
Line of Fire è spesso ritenuto simile a Operation Thunderbolt, ma con scorrimento tridimensionale più avanzato, dotato di percorsi curvi.
Nel 1991 la SEGA pubblicò anche un Line of Fire per Sega Master System, con logo e ambientazione simili, ma si tratta di un gioco molto diverso, in terza persona a scorrimento verticale.

## Trama
Un commando di due soldati, nomi in codice Red e Blue, si è infiltrato nel cuore di una base nemica e ha sottratto la potente mitragliatrice sperimentale Rapier. Tuttavia il commando è stato scoperto e si vede costretto ad aprirsi la strada per la fuga combattendo attraverso le linee nemiche, servendosi della stessa Rapier e di diversi veicoli. Dovrà attraversare basi nemiche, giungle, canyon, il deserto, una città in rovina e il mare a bordo di fuoristrada, motoscafo, aereo ed elicottero.

## Modalità di gioco
Line of Fire è un gioco per uno o due giocatori in cooperazione, che devono attraversare 8 livelli a bordo di un veicolo in comune che può essere di terra, d'acqua o d'aria a seconda del livello. La visuale è in prima persona e la guida del mezzo è automatica; l'immagine tridimensionale scorre continuamente, in avanti, all'indietro, in orizzontale o ruotando lungo le curve, e i giocatori devono occuparsi solo di sparare.
Lungo il percorso si devono affrontare i continui attacchi del nemico, sotto forma di guerriglieri a piedi, artiglieria, carri armati, elicotteri, ecc., nonché boss di fine livello a scorrimento fermo. I nemici fanno uso anche di missili e bombe che possono essere arrestati colpendoli al volo. Ogni giocatore ha una propria barra di energia che se esaurita determina la sconfitta; nella modalità a due giocatori il lato dello schermo in cui il nemico colpisce determina chi dei due subisce il danno.
Ogni giocatore può sparare in continuazione con la mitragliatrice, con munizioni illimitate, e ha a disposizione anche un lanciagranate che ha effetto su tutto lo schermo, ma ha munizioni limitate. Lungo il percorso si incontrano ricariche di energia e granate bonus che possono essere raccolte sparandogli.

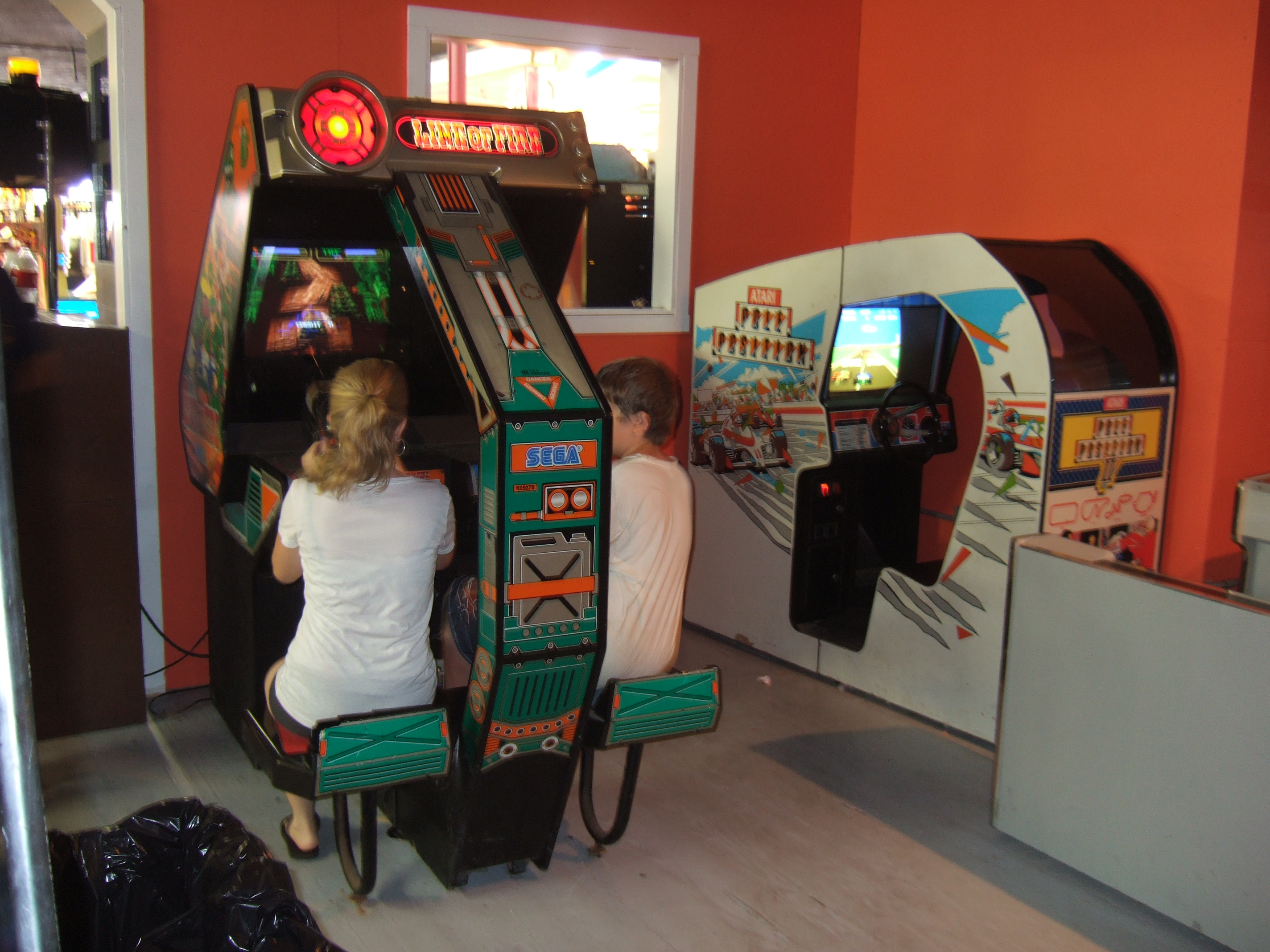
Il cabinato a seduta (a sinistra)

Il mobile arcade era disponibile a seduta, con due sedili separati e due mitragliatrici, ciascuna dotata di due maniglie, oppure verticale, con due mitragliatrici simili a Uzi. Le mitragliatrici sono dotate di vibrazione per simulare il rinculo quando si usa il lanciagranate. Nelle conversioni domestiche si utilizzano invece joystick e tastiera sui computer a 8 bit e mouse o joystick e tastiera su Amiga e Atari ST.